# Sindrome di Costello
La sindrome di Costello è una malattia genetica rara descritta per la prima volta nel 1971 dal medico neozelandese Jack Costello, da cui deriva il nome. Dopo 14 anni dalla prima segnalazione la sua effettiva esistenza è stata confermata da due autori americani, che ne hanno ampliato le caratteristiche distintive. Una reale incidenza della sindrome di Costello non è stata calcolata. In letteratura sono descritti oltre 100 casi di pazienti affetti.
Nell'assistenza ai pazienti affetti da questa sindrome è necessaria la collaborazione di vari specialisti quali il pediatra-dismorfologo, il cardiologo, l'endocrinologo, il neuropsichiatria infantile, l'ortopedico, il fisiatra, l'oculista, l'otorinolaringoiatra, etc.
È importante che la gestione di tali pazienti sia affidata a medici che conoscono le problematiche della sindrome e a strutture adeguate alle loro esigenze per poter intervenire favorevolmente e con adeguate misure terapeutiche e di riabilitazione.

## Causa
È dovuta a modificazione del materiale genetico, non evidenziabile con l'esame standard del cariotipo. La maggior parte dei casi noti sono stati descritti in famiglie con genitori e fratelli sani, suggerendo quindi che all'origine della sindrome vi sia l'alterazione de novo di un singolo gene (mutazione de novo autosomica dominante)
Recentemente in circa l'80% dei pazienti è stata identificata la mutazione di un gene localizzato sul cromosoma 11, il gene HRAS, facente parte della famiglia dei protoncogeni RAS.

## Segni e sintomi
Gli elementi caratteristici della sindrome sono rappresentati da ritardo di accrescimento, ritardo  psicomotorio, anomalie del viso, anomalie della cute, cardiopatia, alterazioni scheletriche e articolari.
Il quadro clinico completo non è presente sin dalla nascita, il fenotipo clinico presenta un'evoluzione nel tempo ed alcuni segni clinici si manifestano più tardi.
In percentuale variabile i bambini affetti da sindrome di Costello possono presentare altri disturbi clinici come disturbi visivi (strabismo, difetti di refrazione), scoliosi, disturbi del sonno (in particolare apnee), tendenza allo sviluppo di tumori (neuroblastoma, rabdomiosarcoma, tumori vescicali).

## Diagnosi
La diagnosi è essenzialmente clinica. Alcuni elementi fenotipici e la storia naturale della malattia sono abbastanza caratteristici di questa condizione e permettono l'inquadramento diagnostico. La recente scoperta del gene permette di confermare la diagnosi clinica in circa l'80% dei casi.

## Prognosi
La patologia ha un decorso cronico. I pazienti devono essere assiduamente sorvegliati e sono necessari frequenti controlli medici.
La principale causa di morbosità e mortalità è rappresentata da una grave patologia cardiaca o dallo sviluppo di patologia tumorale. In assenza di questa la sopravvivenza media è in genere simile a quella della popolazione normale.